# USS Wisconsin (BB-64)
O USS Wisconsin é um couraçado que foi operado pela Marinha dos Estados Unidos e a quarta embarcação da Classe Iowa, depois do USS Iowa, USS New Jersey e USS Missouri, e seguido pelo USS Illinois e USS Kentucky, porém estes dois últimos não foram finalizados. Sua construção começou em janeiro de 1941 no Estaleiro Naval da Filadélfia e foi lançado ao mar em dezembro de 1943, sendo comissionado na frota em abril do ano seguinte. É armado com uma uma bateria principal composta por nove canhões de 406 milímetros montados em três torres de artilharia triplas, tinha um deslocamento carregado de mais de 58 mil toneladas e alcançava uma velocidade máxima de 32 nós.
O Wisconsin entrou em serviço próximo do fim da Segunda Guerra Mundial e foi designado para a Guerra do Pacífico, onde participou das Campanhas das Filipinas e Ilhas Vulcano e Ryūkyū na escolta de porta-aviões e em ações de bombardeios litorâneos. Após o fim da guerra continuou em serviço até ser descomissionado em julho de 1948 e colocado na Frota de Reserva, porém voltou à ativa em março de 1951 para lutar na Guerra da Coreia nas mesmas funções de escolta e bombardeio litorâneo. A guerra terminou em 1953 e o couraçado serviu até ser descomissionado novamente em março de 1958, permanecendo inativo na Frota de Reserva pelos trinta anos seguintes.
O navio foi modernizado em 1986, sendo equipado com lançadores de mísseis de cruzeiro e mísseis antinavio e novos equipamentos eletrônicos. Foi recomissionado em outubro de 1988 e passou os anos seguintes realizando exercícios e operações de rotina no Oceano Atlântico. O Wisconsin participou da Guerra do Golfo em 1991 dando suporte de artilharia com seus canhões e mísseis. Foi descomissionado pela última vez em setembro de 1991, sendo mantido na Frota de Reserva até ser removido do registro naval em março de 2006. Sua posse foi transferida quatro anos depois para a cidade de Norfolk, na Virgínia, estando desde então aberto como navio-museu no centro Nauticus.

## Características

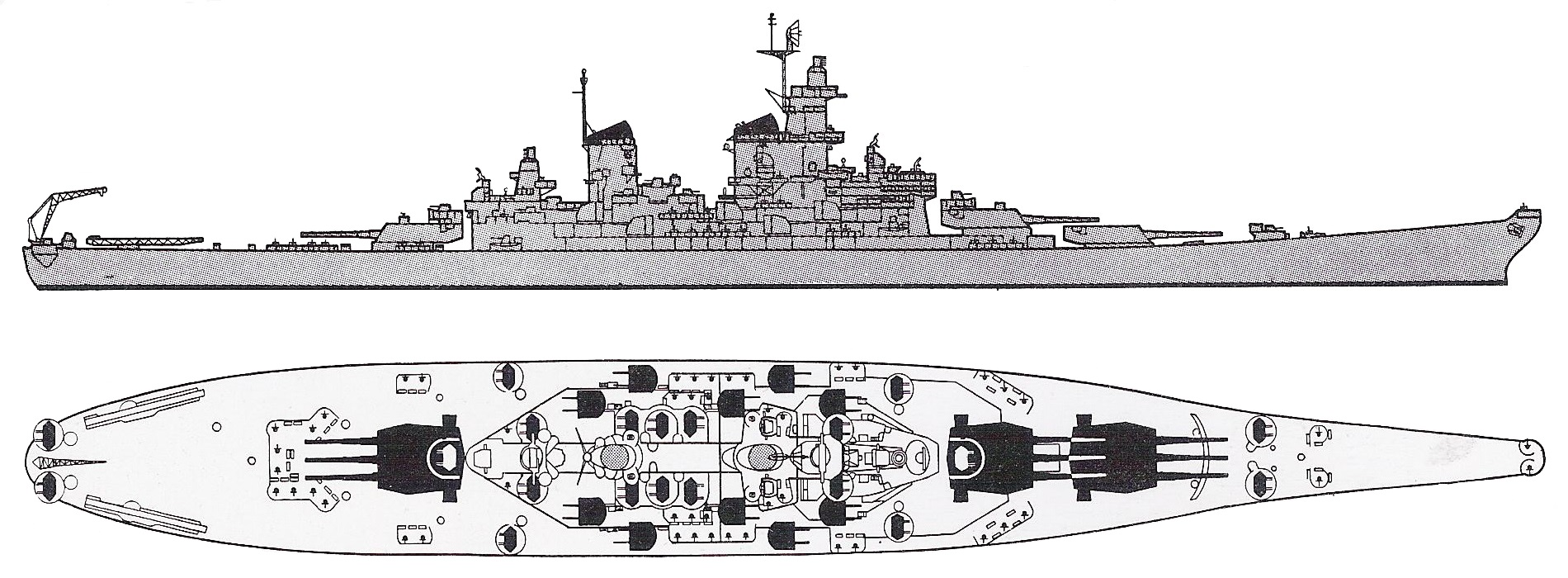
Desenho da Classe Iowa

A Classe Iowa foi projetada no final da década de 1930 em resposta às expectativas de uma guerra contra o Japão. Oficiais norte-americanos tradicionalmente preferiam couraçados lentos e muito bem armados e protegidos, porém os planejadores navais determinaram que uma frota assim teria dificuldades em trazer a frota japonesa mais rápida para uma batalha, especialmente os cruzadores de batalha da Classe Kongō e os porta-aviões da 1ª Frota Aérea. Estudos preparados durante o desenvolvimento da Classe North Carolina e da Classe South Dakota demonstraram a dificuldade para se resolver os desejos dos oficiais e planejadores dentro dos limites de deslocamento impostos pelo sistema do Tratado Naval de Washington, que controlava a construção de navios capitais desde 1922. A chamada "cláusula do escalonamento" do Segundo Tratado Naval de Londres de 1936 permitia um aumento de deslocamento padrão de 36 mil para 46 mil toneladas caso qualquer país signatário se recusasse a ratificar o tratado, algo que o Japão não tinha feito.
O Wisconsin tem 270,4 metros de comprimento de fora a fora, boca de 33 metros, calado de 11,5 metros e um deslocamento carregado de 58 460 toneladas. Seu sistema de propulsão é composto por oito caldeiras Babcock & Wilcox a óleo combustível que impulsionavam quatro turbinas a vapor Westinghouse, cada uma girando uma hélice. Este sistema tinha uma potência indicada de 214,9 mil cavalos-vapor (158 mil quilowatts) para uma velocidade máxima de 32,5 nós (60,2 quilômetros por hora). Sua autonomia era de quinze mil milhas náuticas (28 mil quilômetros) a quinze nós (28 quilômetros por hora). Foi projetado para ter uma tripulação de 117 oficiais e 1 804 marinheiros, porém ao final da Segunda Guerra Mundial este número tinha crescido para 189 oficiais e 2 978 marinheiros. Foi inicialmente equipado com duas catapultas de aeronaves no convés da popa e um guindaste para operar hidroaviões. Estes inicialmente eram Vought OS2U Kingfisher, mas foram substituídos em dezembro de 1944 pelo Curtiss SC Seahawk.
A bateria principal do Wisconsin consiste em nove canhões Marco 7 calibre 50 de 406 milímetros. Estes estão montados em três torres de artilharia triplas, duas ficam localizadas na frente da superestrutura, com a segunda torre sobreposta à primeira, enquanto a terceira fica na popa. Seu armamento secundário tinha vinte canhões de duplo-propósito calibre 38 de 127 milímetros montados em dez torres de artilharia duplas, instaladas cinco de cada lado da superestrutura. Seu armamento antiaéreo tinha oitenta canhões Bofors de 40 milímetros em vinte montagens quádruplas, nove em cada lateral e as duas restantes no topo da segunda e terceira torres de artilharia. Por fim, 49 canhões Oerlikon de 20 milímetros em montagens únicas foram distribuídos pelo comprimento do navio. O cinturão de blindagem tem 307 milímetros, enquanto o convés é protegido por uma blindagem entre 38 e 152 milímetros. A cidadela blindada é fechada por anteparas transversais de 330 a 368 milímetros de espessura. As torres de artilharia tem frentes de 495 milímetros e laterais de 241 milímetros, ficando em cima de barbetas com espessura entre 295 a 439 milímetros. A torre de comando é protegida por laterais de 439 milímetros.